# Langstaartspitsmuis
De langstaartspitsmuis (Sorex dispar)  is een zoogdier uit de familie van de spitsmuizen (Soricidae). De wetenschappelijke naam van de soort werd voor het eerst geldig gepubliceerd door Batchelder in 1911.

## Voorkomen
De soort komt voor in de Verenigde Staten en Canada.

## Synoniem
- Sorex gaspensis